# Всеобщие выборы в Сальвадоре (1950)
Всеобщие выборы в Сальвадоре проходили с 26 по 29 марта 1950 года, на которых избирались президент и депутаты Законодательной ассамблеи. В результате на президентских выборах победу одержал Оскар Осорио Эрнандес, а на парламентских — его Революционная партия демократической унификации.

## Результаты

### Президентские выборы
| Кандидат                           | Партия                                          | Голоса  | %     |
| ---------------------------------- | ----------------------------------------------- | ------- | ----- |
| Оскар Осорио Эрнандес              | Революционная партия демократической унификации | 345 139 | 56,45 |
| Хозе Асенсио Менендес              | Партия обновлённого действия                    | 266 271 | 43,55 |
| Недействительных/пустых бюллетеней | Недействительных/пустых бюллетеней              | 36 256  | -     |
| Всего                              | Всего                                           | 647 666 | 100   |
| Источник: Nohlen                   |                                                 |         |       |

### Конституционная ассамблея
| Партия                                          | Голоса  | %     | Места |
| ----------------------------------------------- | ------- | ----- | ----- |
| Революционная партия демократической унификации | 345 139 | 56,45 | 38    |
| Партия обновлённого действия                    | 266 271 | 43,55 | 14    |
| Недействительных/пустых бюллетеней              | 36 256  | -     | -     |
| Всего                                           | 647 666 | 100   | 52    |
| Источник: Nohlen                                |         |       |       |